# Amstetten (distrito)
Amstetten é um distrito da Áustria no estado da Baixa Áustria.

## Municípios
|  |

Amstetten está dividido em 34 municípios. Lista dos municípios e respectivos bairros, vilas e outras subdivisões:
- Allhartsberg
  - Angerholz, Kröllendorf, Kühberg, Maierhofen, Wallmersdorf
- Amstetten
  - Edla, Greinsfurth, Hausmening, Mauer bei Amstetten, Neufurth, Preinsbach, Schönbichl, Ulmerfeld
- Ardagger
  - Ardagger Markt, Ardagger Stift, Kollmitzberg, Stephanshart
- Aschbach-Markt
  - Abetzberg, Aschbach-Dorf, Krenstetten, Mitterhausleiten, Oberaschbach
- Behamberg
  - Badhof, Penz, Ramingdorf, Wanzenöd
- Biberbach
- Ennsdorf
- Ernsthofen
  - Aigenfließen, Rubring
- Ertl
- Euratsfeld
  - Aigen, Gafring
- Ferschnitz
  - Innerochsenbach
- Haag
  - Edelhof, Gstetten, Heimberg, Holzleiten, Knillhof, Krottendorf, Porstenberg, Radhof, Reichhub, Salaberg, Schudutz
- Haidershofen
  - Brunnhof, Dorf an der Enns, Sträußl, Tröstlberg, Vestenthal
- Hollenstein an der Ybbs
  - Berg, Dornleiten, Garnberg, Grießau, Hohenlehen, Krengraben, Oberkirchen, Oisberg, Sattel, Thalbauer, Thomasberg, Walcherbauer, Wenten
- Kematen an der Ybbs
- Neuhofen an der Ybbs
  - Amesleithen, Kornberg, Neuhofen an der Ybbs, Perbersdorf, Scherbling, Schindau, Toberstetten
- Neustadtl an der Donau
  - Berghof, Freyenstein, Hößgang, Kleinwolfstein, Nabegg, Neustadtl-Markt, Neustadtl-Umgebung, Schaltberg, Windpassing
- Oed-Oehling
  - Oed, Öhling
- Opponitz
  - Graben, Gstadt, Hauslehen, Ofenberg, Schwarzenbach, Strubb, Thann
- Seitenstetten
  - Seitenstetten Dorf, Seitenstetten Markt
- Sonntagberg
  - Baichberg, Böhlerwerk, Bruckbach, Gleiß, Hilm, Rosenau am Sonntagberg, Rotte Wühr, Sonntagberg
- St. Georgen am Reith
  - Hochau, Kogelsbach, Königsbergau, St. Georgen am Reith
- St. Georgen am Ybbsfelde
  - Hart, Hermannsdorf, Krahof, Leutzmannsdorf, Matzendorf, St. Georgen am Ybbsfelde
- St. Pantaleon-Erla
  - Erla, St. Pantaleon
- St. Peter in der Au
  - Hohenreith, Kürnberg, St. Johann in Engstetten, St. Michael am Bruckbach, St. Peter in der Au-Dorf, St. Peter in der Au-Markt
- St. Valentin
  - Altenhofen, Endholz, Hofkirchen, Rems, St. Valentin, Thurnsdorf
- Strengberg
  - Au, Limbach, Ottendorf, Ramsau, Strengberg, Thürnbuch
- Viehdorf
  - Hainstetten, Seisenegg, Viehdorf
- Wallsee-Sindelburg
  - Igelschwang, Ried, Schweinberg, Wallsee
- Weistrach
  - Grub, Hartlmühl, Holzschachen, Rohrbach, Schwaig, Weistrach
- Winklarn
  - Haag Dorf, Winklarn
- Wolfsbach
  - Bubendorf, Meilersdorf, Wolfsbach
- Ybbsitz
  - Großprolling, Haselgraben, Hubberg, Kleinprolling, Knieberg, Maisberg, Prochenberg, Schwarzenberg, Schwarzois, Ybbsitz, Zogelsgraben
- Zeillern